# Boleslav Stanislavovič Potocki
Conte Boleslav Stanislavovič Potocki, in russo Болеслав Станиславович Потоцкий?, in polacco: Bolesław Potocki (Tul'čyn, 29 marzo 1805 – San Pietroburgo, 22 novembre 1893), è stato un nobile e politico russo.

## Biografia
Era l'ultimogenito del conte Stanisław Szczęsny Potocki (1753-1805), e della sua terza moglie, Sof'ja Kostantinovna Clavone (1760-1822). Nacque pochi giorni dopo la morte del padre (avvenuta il 15 marzo 1805). Ricevette un'educazione a casa sotto la guida di sua madre.

## Carriera
Il 23 novembre 1821 entrò nel reggimento dei lancieri ucraini. Nel 1823 raggiunse il grado di cornetta. Il 14 maggio 1824 venne trasferito nel reggimento di Cavalleria e il 5 gennaio 1827 venne promosso al grado di tenente.
Nel 1854 gli venne concesso la carica di Maestro di Cerimonie. Nel 1856 venne promosso a consigliere di Stato. Nel 1861 fu nominato ciambellano.

## Matrimonio

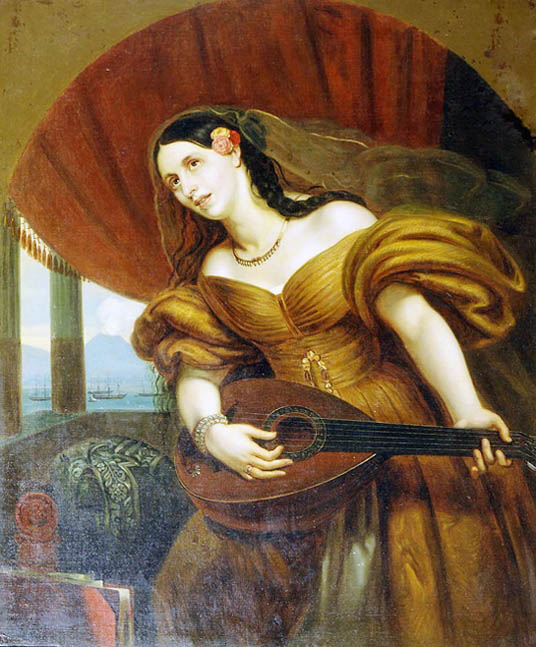
Contessa Marija Aleksandrovna Saltykova, di Orest Adamovič Kiprenskij, 1834-1836.

Nel 1825 sposò la principessa Marija Aleksandrovna Saltykova (1807-1845), figlia del diplomatico principe Aleksandr Nikolaevič Saltykov. Ebbero una figlia:
- Marija Boleslavovna (1º agosto 1839 - 18 marzo 1882), sposò il conte Grigorij Sergeevič Stroganov, ebbero due figli.

## Morte
Morì il 22 novembre 1893 a San Pietroburgo.